# 合衆国最後の日
『合衆国最後の日』（がっしゅうこくさいごのひ、原題：Twilight's Last Gleaming,独題：Das Ultimatum）は、1977年に公開されたロバート・アルドリッチ監督作のアメリカ合衆国・西ドイツ合作映画。音楽はジェリー・ゴールドスミスが担当した。原題は、アメリカ合衆国国歌「星条旗」の歌詞から引用されている。

## ストーリー
ベトナム戦争終結から6年が経った1981年。殺人罪で服役中だった元アメリカ空軍将校のデルは、仲間のパウエル、ガルバス、ホクシーと共に脱獄。かつて自身が設計に関与したモンタナ州にある大陸間弾道ミサイル基地を占拠すると、そこに配備されていた9発のタイタンICBMの発射コントロールを奪おうと試みる。
デルは衝動的な性格で占拠時に警備兵を射殺したホクシーを射殺すると、ICBM群のコントロールを奪うことに成功し、アメリカ政府に極秘裏に接触。1000万ドルの身代金と海外逃亡用の大統領専用機に加え、自分たちが逃亡した後に国家安全保障会議のある議事録をテレビで公表するよう要求する。デルはその議事録の存在を公表するよう主張し続けた末、最終的に殺人の冤罪を着せられて刑務所で服役中だった。
その議事録は、アメリカ政府がベトナム戦争に勝利する現実的見通しが立たないことを認識しつつも、ソビエト連邦に対して共産主義を倒すという強い意志を表明するためだけに戦争を続行したという決定的な証拠だった。

## キャスト
| 役名                                              | 俳優                      | 日本語吹替                      |
| 役名                                              | 俳優                      | 東京12ch版                      |
| ------------------------------------------------- | ------------------------- | ------------------------------- |
| ローレンス・デル （元アメリカ空軍将軍）           | バート・ランカスター      | 木村幌                          |
| マーティン・マッケンジー将軍 （アメリカ空軍大将） | リチャード・ウィドマーク  | 大塚周夫                        |
| スティーブンス （アメリカ合衆国大統領）           | チャールズ・ダーニング    | 石田太郎                        |
| ウィリス・パウエル                                | ポール・ウィンフィールド  | 伊武雅之                        |
| ラルフ・ウィテカー                                | リーフ・エリクソン        | 細井重之                        |
| オルーク                                          | ジェラルド・S・オラフリン | 寺島幹夫                        |
| オージー・ガルバス                                | バート・ヤング            | 兼本新吾                        |
| ザカリア・ガスリー                                | メルヴィン・ダグラス      | 千葉順二                        |
| アーサー・レンフルー                              | ジョゼフ・コットン        | 松岡文雄                        |
| ピーター・クレーン空軍少佐                        | チャールズ・マッグロー    | 国坂伸                          |
| ホーン大佐                                        | ライオネル・マートン      | 水鳥鉄夫                        |
| ストーンサイファー将軍                            | ドン・フェローズ          | 平林尚三                        |
| フィル・スペンサー将軍                            | サイモン・スコット        | 加藤正之                        |
| ウィリアム・クリンガー                            | ウィリアム・マーシャル    | 木原正二郎                      |
| スタンフォード・タウン大尉                        | リチャード・ジャッケル    | 玄田哲章                        |
| ルイス・カネリス中尉                              | モーガン・ポール          | 宮下勝                          |
| アレクザンダー・B・フランクリン大佐               | シェーン・リマー          | 政宗一成                        |
| キンケイド大尉                                    | リッチ・ステパー          | 中村秀利                        |
| ウィラード軍曹                                    | デヴィッド・バクスト      | 二又一成                        |
| ラパポート軍曹                                    | ロン・リー                | 福士秀樹                        |
|                                                   |                           |                                 |
| 演出                                              | 演出                      | 藤山房伸                        |
| 翻訳                                              | 翻訳                      | 入江敦子                        |
| 効果                                              |                           |                                 |
| 調整                                              | 調整                      | 中村修                          |
| 制作                                              | 制作                      | ザック・プロモーション          |
| 解説                                              | 解説                      | 深沢哲也                        |
| 初回放送                                          | 初回放送                  | 1979年10月11日 『木曜洋画劇場』 |

## スタッフ
- 監督：ロバート・アルドリッチ
- 製作：マーヴ・アデルソン
- 製作総指揮：ヘルムート・イエデレ
- 脚本：ロナルド・M・コーエン、エドワード・ヒューブッシュ
- 撮影：ロバート・ハウザー
- 音楽：ジェリー・ゴールドスミス
- 編集：マイケル・ルチアーノ、ウィリアム・マーティン、モーリー・ワイントローブ